# Circuito de Spa-Francorchamps
O Circuito de Spa-Francorchamps é um autódromo belga localizado nos arredores das cidades de Spa, Stavelot e Malmedy, na província de Liège. É conhecido pela sua história e importância, sendo uma das grandes catedrais do automobilismo. Recebe a Fórmula 1 e as 24 Horas de Spa anualmente.

## A pista

### História

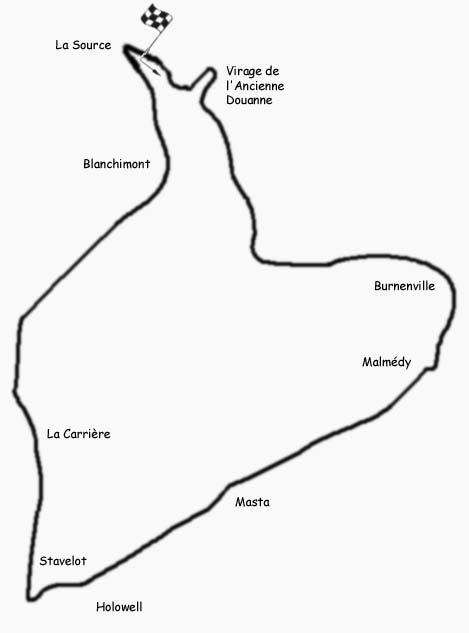
Traçado original de 15km

Em 1921, Jules de Their e Henri Langlois Van Ophem idealizaram este circuito, que veio a receber a sua primeira prova em 1922, apesar da inauguração estar prevista para Agosto de 1921, mas na altura só houve um concorrente, por isso, a prova foi cancelada. Dois anos mais tarde realizou-se pela primeira vez as 24 Horas de Spa e em 1950, realizou-se o primeiro Grande Prêmio de Fórmula 1.
Inicialmente, Spa-Francorchamps não era um circuito permanente, usava estradas públicas que passavam pelas colinas Ardennes, entre a vila Francorchamps (situada em Stavelot) e Malmedy. Tinha uma forma triangular e estendia-se por cerca de 15 km. Esta versão do circuito consistia num circuito muito rápido e exigente, o que obrigava a uma pilotagem mais rigorosa do que num circuito de velocidades mediana, sendo mais um fator apelativo que ajudou Spa a ficar muito famoso desde o início.

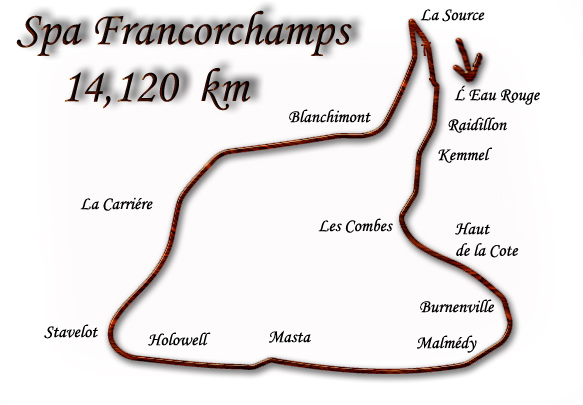
Traçado alterado, com 14,120km

Naquela época, os belgas se orgulhavam do fato de terem um circuito muito rápido, por isso, removeram o trecho Douane Ancienne, que se situava no início do circuito, dando origem ao famoso conjunto de curvas Eau Rouge e Raidillon, melhorando assim, a velocidade média do circuito. Depois dessas curvas, o circuito continuava subindo até à zona mais alta do circuito, as curvas Kemmel, atualmente transformadas em reta. Esta subida terminava em Les Combes, uma esquerda que iniciava uma descida para Burnenville. Depois passava-se por esta aldeia realizando uma direita muito rápida, sempre em aceleração. Chegando perto de Malmedy, a reta Masta começava e terminava na curva Masta Kink, antes de chegar à cidade de Stavelot. Em seguida, a pista atravessava uma secção em linha reta com algumas curvas chamadas de La Carriere, passando por duas esquerdas rapidíssimas, a primeira sem nome e a segunda chamada de Blanchimont, até que no fim chegava-se à La Source, um gancho para a direita, no qual os carros chegavam com muita velocidade e por isso os pilotos tinham que realizar uma travada muito forte. Com este layout, a extensão do circuito passou para 14,12 km.
As características de Spa-Francorchamps naquela altura o tornava em um circuito muito perigoso, no qual se assistiu a muitas mortes. Para diminuir a possibilidade de mortes, em 1970 fez-se algumas alterações que não alteraram muito o layout do circuito, mas diminuíram, como pretendido, as mortes.
Outra característica atrativa do circuito era o clima da floresta Ardennes, que era muito imprevisível e o circuito era de tal forma extenso que era possível estar a chover numa zona do circuito e na outra a pista estar completamente seca.
Presente desde o início oficial da Fórmula 1 em 1950, ficou ausente entre 1971 e 1982. Neste período, o Grande Prêmio da Bélgica realizou-se em 1972 e 1974 em Nivelles, enquanto que em 1973, de 1975 a 1982 e 1984 em Zolder.
A pista foi remodelada e em 1983, Spa-Francorchamps voltou a receber um Grande Prêmio, mas nesse ano ele foi apresentado com um novo layout e, embora o novo circuito tivesse a metade do comprimento original, ele manteve muitas das características anteriores. Mesmo com esta redução, o clima foi sempre um fator instável e, embora com menos probabilidade, ainda era possível que chovesse numa zona do circuito e outra zona esteve completamente seca.
No ano seguinte, ainda se realizou um Grande Prêmio em Zolder, mas em 1985 voltou definitivamente para a Fórmula 1 e até agora, foi sempre Spa-Francorchamps que abrigou o Grande Prêmio da Bélgica desde essa altura. Ficou ausente, novamente, do calendário em 2003 e 2006, supostamente, por motivos comerciais.
Michael Schumacher foi quem venceu mais corridas em Spa, registando seis vitórias, um recorde aplicável a todas as versões do circuito.

### Eau Rouge e Raidillon

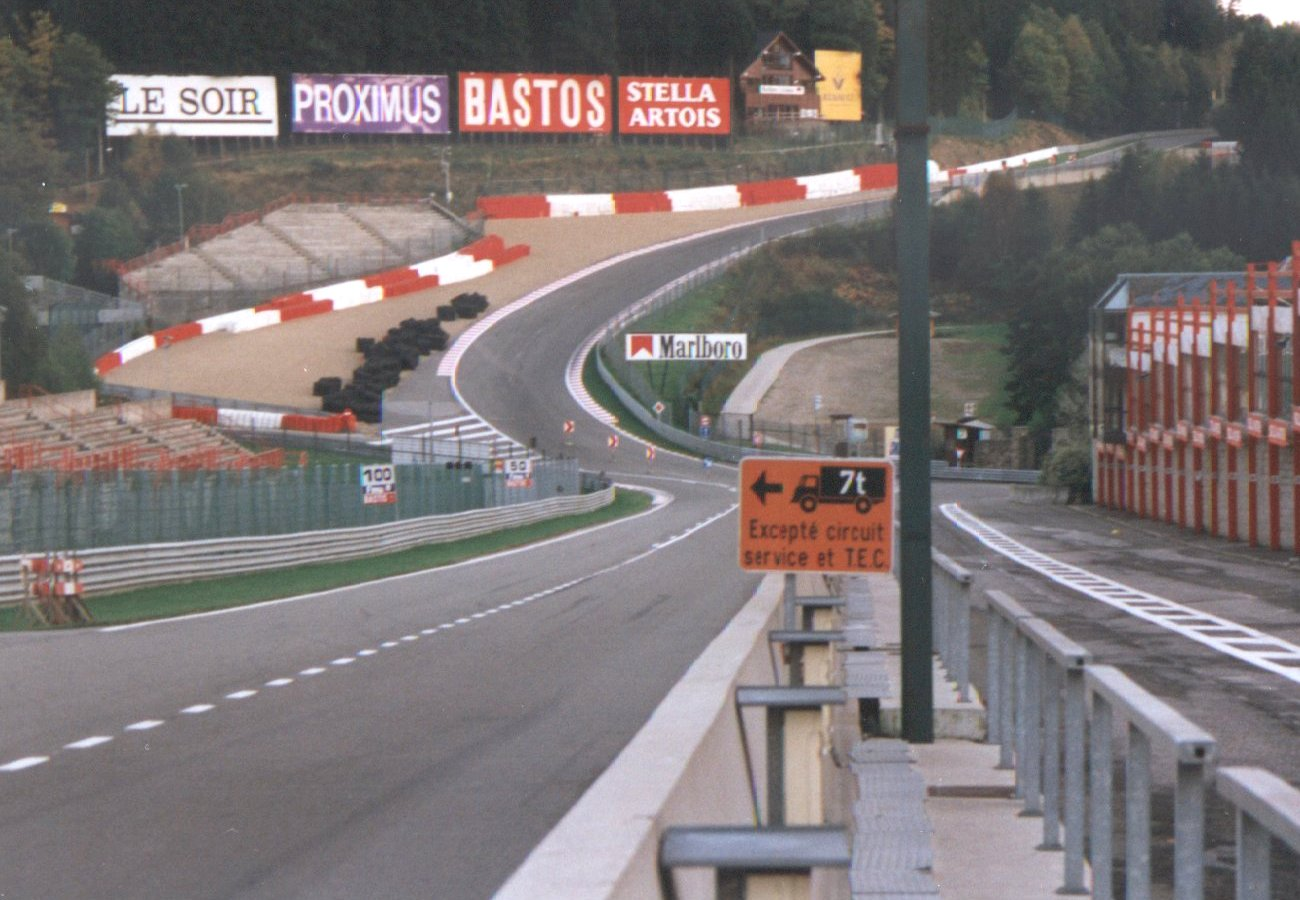
A famosa combinação da curvas Eau Rouge e Raidillon.

A combinação das curvas Eau Rouge e Raidillon são a mais famosa, e, na opinião unânime dos pilotos de Fórmula 1, a mais traiçoeira, difícil e prazerosa curva do automobilismo. Segundo a revista Mundo Estranho (edição 49), ela é o trecho mais perigoso dos circuitos de F-1. Além disso, por ser uma curva em “S” de alta antecedido por uma generosa descida, ela é a única curva no qual o grande desafio é a força G vertical, e não lateral. Desde sua inauguração, o circuito de Spa-Francorchamps foi modificado várias vezes, com redução do tamanho de 15 para sete quilômetros e reformulações visando maior segurança. A Eau Rouge, entretanto, nunca foi modificada. Em 1994, porém, ela foi transformada em uma chicane usando pilhas de pneus em resposta as mortes de Roland Ratzenberger e Ayrton Senna em Imola. No entanto, essa modificação durou apenas um ano. Já na edição de 1995, o autódromo de Spa-Francorchamps voltaria a usar a Eau Rouge clássica até os dias atuais.
O seu nome (Eau Rouge, em francês, quer dizer "Água Vermelha") provem de um pequeno rio junto a pista que tem essa cor.
Ela está localizada logo no início da volta. Depois de passar pelo hairpin La Source, os pilotos descem em velocidade máxima até a curva. A Eau Rouge é formada por três curvas em níveis distintos. Primeiro, vira-se para a esquerda, sobre uma leve subida. Depois, vira-se para a direita. Nesse momento, passando sobre uma subida repentina, o piloto precisa aliviar a pressão sobre o acelerador e diminuir um pouco a velocidade. A última curva é feita para a esquerda, de onde se atinge o início de uma longa reta, a Kemmel Straight. O grande problema da curva é a mudança brusca do relevo: primeiro vem uma descida e depois uma curva subindo, o que não permite que o piloto veja onde ela acaba. Para piorar, a curva é longa, o que faz com que quem tira o pé do acelerador no meio dela perca preciosos segundos.
| “ | "Na Eau Rouge, você não consegue ver para onde está indo. É um ponto cego, em altíssima velocidade. Além de perigosa, ele é vital para se fazer uma volta rápida, porque logo depois há uma longa reta. Se você perder tempo na Eau Rouge, além de poder bater forte, você pode ter sua volta completamente arruinada. A Eau Rouge é crucial em Spa" | ” |

#### "Vitimas" da Eau Rouge e Raidillon
- 1985: Stefan Bellof - Bellof perseguia Jacky Ickx. Na descida até à aproximação a Eau Rouge, os dois carros se tocaram e Bellof, de 27 anos, bateu de frente contra o muro e morreu.
- 1999: Jacques Villeneuve - Depois da colisão, Villeneuve descreveu o acidente como "o maior acidente de sua carreira".
- 1999:  Ricardo Zonta, companheiro de Villeneuve na BAR, resolveu "imitar" o canadense e conseguiu: também bateu forte contra os pneus de proteção, após capotar. O piloto, assim como Villeneuve, nada sofreu.
- 2016: Kevin Magnussen - Perdeu o controle da Renault na desafiadora subida da Eau Rouge e bateu violentamente na barreira de proteção de localizada na saída da curva. O impacto foi tão forte que o protetor do cockpit foi arremessado. O safety car foi acionado, mas os fiscais tiveram dificuldades para reconstruir a proteção de pneus, a bandeira vermelha precisou ser acionada e a corrida ficou paralisada por 20 minutos. O piloto não sofreu ferimentos graves, apenas um corte no tornozelo, e saiu mancando do carro. Ele foi para um hospital próximo ao autódromo para exames.
- 2019: Anthoine Hubert - Se envolveu em um grave acidente durante a Fórmula 2, após perder o controle e ser atingido lateralmente pelo piloto Juan Manuel Correa. Após o acidente, ele foi transportado para o centro médico do circuito, entretanto morreu devido aos ferimentos.

### O traçado atual

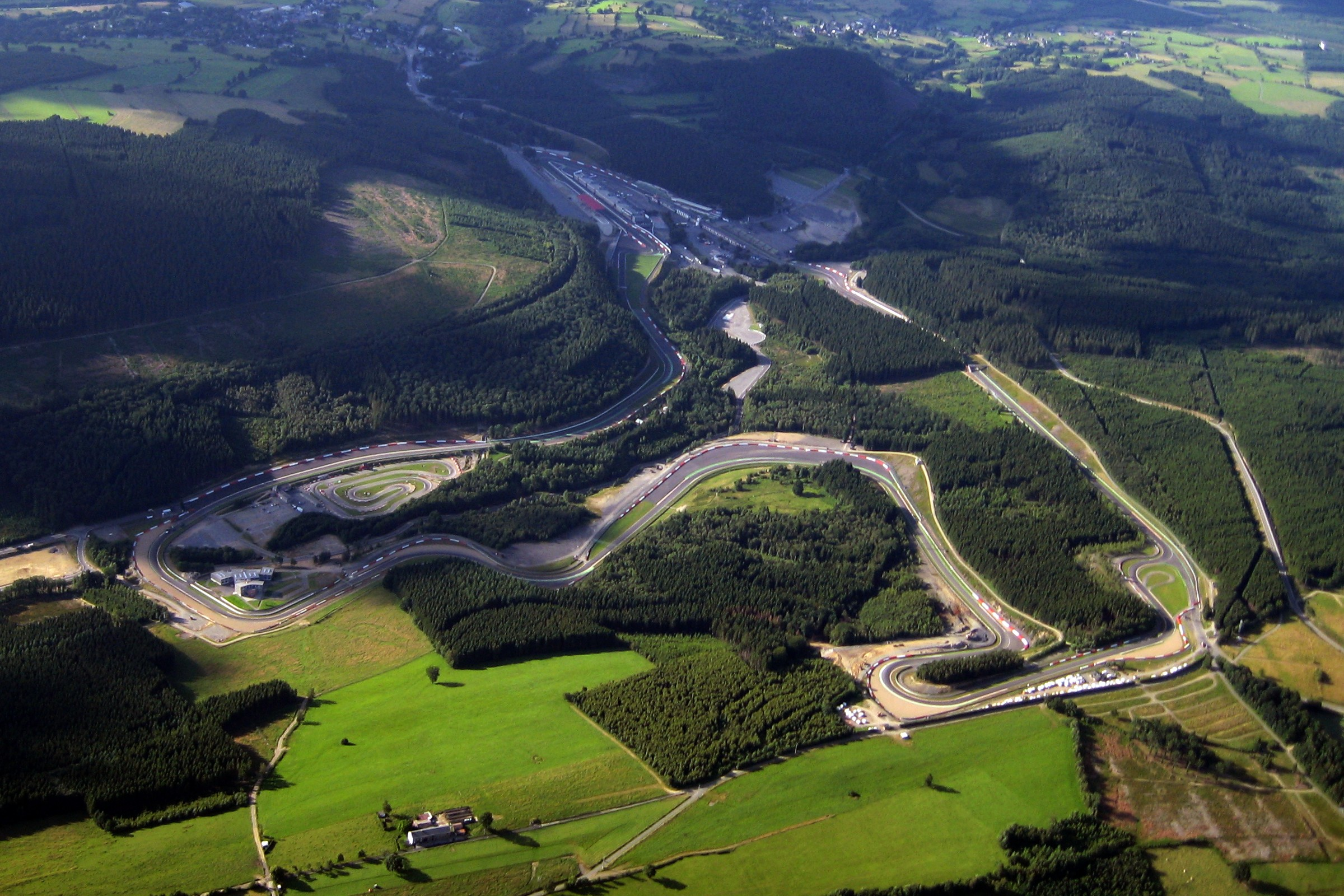
Vista aérea do circuito

Atualmente, Spa-Francorchamps ainda integra o Campeonato mundial de Fórmula 1, estando, juntamente com Silverstone, Mônaco, e Monza, na lista dos circuitos clássicos utilizados atualmente. Mesmo passados todos estes anos, Spa ainda é uma pista muito importante. É o circuito preferido da maioria dos pilotos e não é difícil saber porquê.
A maioria das pessoas relacionadas com a Fórmula 1, desde profissionais a fãs, acreditam que quando o circuito diminuiu para metade do seu perímetro, ficou melhor, pois manteve-se um circuito rápido, com curvas rápidas e clima instável. É um circuito bastante completo e variado, com os três sectores bem distribuídos, cada um com suas características.
O primeiro sector começa com a La Source, que continuou a ser um gancho. Interessantemente, esta de última passou para primeira curva, pois a meta passou para a reta de cima. Depois, percorre-se a antiga reta da meta que vai dar à Eau Rouge, percorrida a mais de 300 Km/h por um carro de Fórmula 1, e continua até ao final da gigantesca subida em reta, a chamada Kemmel. Concluindo, neste setor só se trava em La Source, depois, se está em aceleração, até à travada para a chicane Les Combes, que outrora também era a travada desta zona, embora fosse uma curva para a esquerda localizada em outra zona.
Enquanto o primeiro setor caracteriza-se por ser rápido, o segundo caracteriza-se por ser técnico. A maior parte das curvas integram este setor, e são curvas médias e rápidas. A curva Bruxelles é a curva mais lenta, sendo um ganho largo que forma uma descida. Este sector técnico termina com a curva stavelot e assim inicia-se o terceiro setor, também caracterizado por ser muito rápido. A única travada deste setor é para a chicane Bus Stop, localizada na entrada para a reta da meta. Assim como o primeiro setor, só tem uma travada e ambas as travadas são fortes.
Apesar de seu layout muito alterado, manteve suas características principais e mesmo com curvas mais lentas, 71% deste traçado é percorrido em aceleração total e, exceptuando a curva La Source e a chicane Bus Stop, as curvas deste circuito são realizadas em velocidades superiores a 140 km/h.
A pista ainda tem outra característica apelativa. No calendário atual, Spa-Francorchamps é o circuito com maior diferença de altitude entre a zona mais baixa e a zona mais alta do circuito e também possui o maior trecho em declive. Desde a reta que antecede a curva Rivage até setenta metros depois da curva de Stavelot são percorridos 2,5 km a descer.

## Vencedores
O fundo rosa indica que a prova não fez parte do Mundial de Fórmula 1. 

O fundo creme indica a prova fez parte do Campeonato Europeu de Automobilismo, anterior à 2ª Guerra Mundial.
| Ano                      | Piloto                                   | Equipe              | Detalhes |
| ------------------------ | ---------------------------------------- | ------------------- | -------- |
| 2025                     | Oscar Piastri                            | McLaren-Mercedes    | Detalhes |
| 2024                     | Lewis Hamilton                           | Mercedes            | Detalhes |
| 2023                     | Max Verstappen                           | Red Bull-Honda RBPT | Detalhes |
| 2022                     | Max Verstappen                           | Red Bull-RBPT       | Detalhes |
| 2021                     | Max Verstappen                           | Red Bull-Honda      | Detalhes |
| 2020                     | Lewis Hamilton                           | Mercedes            | Detalhes |
| 2019                     | Charles Leclerc                          | Ferrari             | Detalhes |
| 2018                     | Sebastian Vettel                         | Ferrari             | Detalhes |
| 2017                     | Lewis Hamilton                           | Mercedes            | Detalhes |
| 2016                     | Nico Rosberg                             | Mercedes            | Detalhes |
| 2015                     | Lewis Hamilton                           | Mercedes            | Detalhes |
| 2014                     | Daniel Ricciardo                         | Red Bull-Renault    | Detalhes |
| 2013                     | Sebastian Vettel                         | Red Bull-Renault    | Detalhes |
| 2012                     | Jenson Button                            | McLaren-Mercedes    | Detalhes |
| 2011                     | Sebastian Vettel                         | Red Bull-Renault    | Detalhes |
| 2010                     | Lewis Hamilton                           | McLaren-Mercedes    | Detalhes |
| 2009                     | Kimi Räikkönen                           | Ferrari             | Detalhes |
| 2008                     | Felipe Massa                             | Ferrari             | Detalhes |
| 2007                     | Kimi Räikkönen                           | Ferrari             | Detalhes |
| Não houve em 2006        |                                          |                     |          |
| 2005                     | Kimi Räikkönen                           | McLaren-Mercedes    | Detalhes |
| 2004                     | Kimi Räikkönen                           | McLaren-Mercedes    | Detalhes |
| Não houve em 2003        |                                          |                     |          |
| 2002                     | Michael Schumacher                       | Ferrari             | Detalhes |
| 2001                     | Michael Schumacher                       | Ferrari             | Detalhes |
| 2000                     | Mika Häkkinen                            | McLaren-Mercedes    | Detalhes |
| 1999                     | David Coulthard                          | McLaren-Mercedes    | Detalhes |
| 1998                     | Damon Hill                               | Jordan-Mugen/Honda  | Detalhes |
| 1997                     | Michael Schumacher                       | Ferrari             | Detalhes |
| 1996                     | Michael Schumacher                       | Ferrari             | Detalhes |
| 1995                     | Michael Schumacher                       | Benetton-Renault    | Detalhes |
| 1994                     | Damon Hill                               | Williams-Renault    | Detalhes |
| 1993                     | Damon Hill                               | Williams-Renault    | Detalhes |
| 1992                     | Michael Schumacher                       | Benetton-Ford       | Detalhes |
| 1991                     | Ayrton Senna                             | McLaren-Honda       | Detalhes |
| 1990                     | Ayrton Senna                             | McLaren-Honda       | Detalhes |
| 1989                     | Ayrton Senna                             | McLaren-Honda       | Detalhes |
| 1988                     | Ayrton Senna                             | McLaren-Honda       | Detalhes |
| 1987                     | Alain Prost                              | McLaren-TAG/Porsche | Detalhes |
| 1986                     | Nigel Mansell                            | Williams-Honda      | Detalhes |
| 1985                     | Ayrton Senna                             | Lotus-Renault       | Detalhes |
| Não houve em 1984        |                                          |                     |          |
| 1983                     | Alain Prost                              | Renault             | Detalhes |
| Não houve de 1971 a 1982 |                                          |                     |          |
| 1970                     | Pedro Rodríguez                          | BRM                 | Detalhes |
| Não houve em 1969        |                                          |                     |          |
| 1968                     | Bruce McLaren                            | McLaren-Ford        | Detalhes |
| 1967                     | Dan Gurney                               | Eagle-Weslake       | Detalhes |
| 1966                     | John Surtees                             | Ferrari             | Detalhes |
| 1965                     | Jim Clark                                | Lotus-Climax        | Detalhes |
| 1964                     | Jim Clark                                | Lotus-Climax        | Detalhes |
| 1963                     | Jim Clark                                | Lotus-Climax        | Detalhes |
| 1962                     | Jim Clark                                | Lotus-Climax        | Detalhes |
| 1961                     | Phil Hill                                | Ferrari             | Detalhes |
| 1960                     | Jack Brabham                             | Cooper-Climax       | Detalhes |
| Não houve em 1959        |                                          |                     |          |
| 1958                     | Tony Brooks                              | Vanwall             | Detalhes |
| Não houve em 1957        |                                          |                     |          |
| 1956                     | Peter Collins                            | Ferrari             | Detalhes |
| 1955                     | Juan Manuel Fangio                       | Mercedes            | Detalhes |
| 1954                     | Juan Manuel Fangio                       | Maserati            | Detalhes |
| 1953                     | Alberto Ascari                           | Ferrari             | Detalhes |
| 1952                     | Alberto Ascari                           | Ferrari             | Detalhes |
| 1951                     | Giuseppe Farina                          | Alfa Romeo          | Detalhes |
| 1950                     | Juan Manuel Fangio                       | Alfa Romeo          | Detalhes |
| 1949                     | Louis Rosier                             | Talbot              | Detalhes |
| Não houve em 1948        |                                          |                     |          |
| 1947                     | Jean-Pierre Wimille                      | Alfa Romeo          | Detalhes |
| 1946                     | Eugène Chaboud                           | Delage              | Detalhes |
| Não houve de 1940 a 1945 |                                          |                     |          |
| 1939                     | Hermann Lang                             | Mercedes-Benz       | Detalhes |
| Não houve em 1938        |                                          |                     |          |
| 1937                     | Rudolf Hasse                             | Auto Union          | Detalhes |
| Não houve em 1936        |                                          |                     |          |
| 1935                     | Rudolf Caracciola                        | Mercedes-Benz       | Detalhes |
| 1934                     | René Dreyfus                             | Bugatti             | Detalhes |
| 1933                     | Tazio Nuvolari                           | Maserati            | Detalhes |
| Não houve em 1932        |                                          |                     |          |
| 1931                     | William Grover-Williams Carlo A. Conelli | Bugatti             | Detalhes |
| 1930                     | Louis Chiron                             | Bugatti             | Detalhes |
| Não houve de 1926 a 1929 |                                          |                     |          |
| 1925                     | Antonio Ascari                           | Alfa Romeo          | Detalhes |

### Por pilotos, equipes e países que mais venceram1
|          |                    |                                    |
| Vitórias | Pilotos            | Edições                            |
| 6        | Michael Schumacher | 1992, 1995, 1996, 1997, 2001, 2002 |
| 5        | Ayrton Senna       | 1985, 1988, 1989, 1990, 1991       |
| 5        | Lewis Hamilton     | 2010, 2015, 2017, 2020, 2024       |
| 4        | Jim Clark          | 1962, 1963, 1964, 1965             |
| 4        | Kimi Räikkönen     | 2004, 2005, 2007, 2009             |
| 3        | Juan Manuel Fangio | 1950, 1954, 1955                   |
| 3        | Damon Hill         | 1993, 1994, 1998                   |
| 3        | Sebastian Vettel   | 2011, 2013, 2018                   |
| 3        | Max Verstappen     | 2021, 2022, 2023                   |
| 2        | Alberto Ascari     | 1952, 1953                         |
| 2        | Alain Prost        | 1983, 1987                         |
| 1        | Giuseppe Farina    | 1951                               |
| 1        | Peter Collins      | 1956                               |
| 1        | Tony Brooks        | 1958                               |
| 1        | Jack Brabham       | 1960                               |
| 1        | Phil Hill          | 1961                               |
| 1        | John Surtees       | 1966                               |
| 1        | Dan Gurney         | 1967                               |
| 1        | Bruce McLaren      | 1968                               |
| 1        | Pedro Rodríguez    | 1970                               |
| 1        | Nigel Mansell      | 1986                               |
| 1        | David Coulthard    | 1999                               |
| 1        | Mika Hakkinen      | 2000                               |
| 1        | Felipe Massa       | 2008                               |
| 1        | Jenson Button      | 2012                               |
| 1        | Daniel Ricciardo   | 2014                               |
| 1        | Nico Rosberg       | 2016                               |
| 1        | Charles Leclerc    | 2019                               |
| 1        | Oscar Piastri      | 2025                               |

|          |            |                                                                                    |
| Vitórias | Construtor | Edições                                                                            |
| 14       | Ferrari    | 1952, 1953, 1956, 1961, 1966, 1996, 1997, 2001, 2002, 2007, 2008, 2009, 2018, 2019 |
| 13       | McLaren    | 1968, 1987, 1988, 1989, 1990, 1991, 1999, 2000, 2004, 2005, 2010, 2012, 2025       |
| 6        | Red Bull   | 2011, 2013, 2014, 2021, 2022, 2023                                                 |
| 6        | Mercedes   | 1955, 2015, 2016, 2017, 2020, 2024                                                 |
| 5        | Lotus      | 1962, 1963, 1964, 1965, 1985                                                       |
| 4        | Williams   | 1981, 1986, 1993, 1994                                                             |
| 2        | Alfa Romeo | 1950, 1951                                                                         |
| 2        | Benetton   | 1992, 1995                                                                         |
| 1        | Maserati   | 1954                                                                               |
| 1        | Vanwall    | 1958                                                                               |
| 1        | Cooper     | 1960                                                                               |
| 1        | Eagle      | 1967                                                                               |
| 1        | BRM        | 1970                                                                               |
| 1        | Renault    | 1983                                                                               |
| 1        | Jordan     | 1998                                                                               |

|          |                | |
| Vitórias | País           | Edições |
| 18       | Reino Unido    | 1956, 1958, 1962, 1963, 1964, 1965, 1966, 1986, 1993, 1994, 1998, 1999, 2010, 2012, 2015, 2017, 2020, 2024 |
| 10       | Alemanha       | 1992, 1995, 1996, 1997, 2001, 2002, 2011, 2013, 2016, 2018                                                 |
| 6        | Brasil         | 1985, 1988, 1989, 1990, 1991, 2008                                                                         |
| 5        | Finlândia      | 2000, 2004, 2005, 2007, 2009                                                                               |
| 3        | Argentina      | 1950, 1954, 1955                                                                                           |
| 3        | Itália         | 1951, 1952, 1953                                                                                           |
| 3        | Países Baixos  | 2021, 2022, 2023                                                                                           |
| 3        | Austrália      | 1960, 2014, 2025                                                                                           |
| 2        | Estados Unidos | 1961, 1967                                                                                                 |
| 2        | França         | 1983, 1987                                                                                                 |
| 1        | Nova Zelândia  | 1968 |
| 1        | México         | 1970 |
| 1        | Mónaco         | 2019 |

↑1  (Última atualização: GP da Bélgica de 2025)

Contabilizados somente os resultados válidos pelo Mundial de Fórmula 1

## Recordes em Spa-Francorchamps
|                       | Piloto                   | Chassi/Motor         | Tempo        | Extensão  | Ano  |
| --------------------- | ------------------------ | -------------------- | ------------ | --------- | ---- |
| Pole Position         | {{flagau}} Oscar Piastri | McLaren              | 1min 40s 510 | 7.004 km  | 2025 |
| Melhor Volta na Prova | Kimi Räikkönen           | McLaren-Mercedes V10 | 1min 45s 108 | 6.973 km2 | 2004 |

↑2  Traçado antigo